# 聖路易斯帕克
聖路易斯帕克（英語：St. Louis Park）是一個位於美國明尼蘇達州亨內平縣的城市，東邊緊鄰州內第一大城明尼亞波利斯，其他相鄰的城市包含戈爾登瓦利、明尼湯卡、霍普金斯、伊代納等。聖路易斯帕克的名稱來自於明尼亞波利斯和聖路易斯鐵路，該鐵路自1870年起營運至1960年止。

## 人口
根據2020年美國人口普查的數據，聖路易斯帕克的面積為28.09平方千米，當中陸地面積為27.53平方千米，而水域面積為0.56平方千米。當地共有人口50010人，而人口密度為每平方千米1,780人。

## 外部來源
- St. Louis Park, MN — Official Website （页面存档备份，存于）
- St. Louis Park Public Schools （页面存档备份，存于）
- St. Louis Park Historical Society （页面存档备份，存于）
- 美國地質調查局地名資訊系統：聖路易斯帕克